# Ron Holden
Pour les articles homonymes, voir Holden.
Rolan Webster Holden dit Ron Holden, né le 7 août 1939 à Seattle et mort le 22 janvier 1997 à Rosarito Beach au Mexique, est un auteur-compositeur-interprète de musique pop et de rhythm and blues américain.

## Biographie
Ron Holden est découvert par Larry Nelson, qui venait de quitter son métier de policier pour fonder sa propre maison de disques. Ron Holden a répandu la rumeur selon laquelle Nelson l'avait entendu chanter lorsqu'il était détenu à la prison du comté de King après avoir été arrêté pour possession de marijuana et d'alcool, mais cette histoire n'a pas été confirmée.
Entre 1958 et 1965, il tourne, entre autres, avec Hank Ballard & the Midnighters, James Brown, Brook Benton, Etta James, Cleve Duncan & the Penguins, Rosie and the Originals, The "5" Royales, The Coasters, Freddy Cannon, The Crests, Marvin & Johnny (en), Don and Dewey (en), Big Joe Turner, Marv Johnson (en), Mickey & Sylvia, Harvey Fuqua and the Moonglows, Jimmy Clanton (en), The Olympics, Donnie Brooks (en) ou encore Bill Haley.
Holden enregistre en 1959 le single Love You So, qui obtient un succès aux États-Unis, culmine à la 11e place du classement R&B Singles et à la 7e place du Billboard Hot 100 en avril 1960. Donna Records, propriété du producteur Bob Keane (en), achète les droits des enregistrements de Holden peu de temps après et publie un album complet intitulé Love You So, disque qui a été réédité par Del-Fi Records en 1994.
En 1969, Ron Holden fonde le groupe dont il est le chanteur, Ron Holden & Good News avec six musiciens. Good News se produit dans divers clubs et festivals de la région de Seattle et Tacoma pendant environ huit mois.
Holden est revenu dans les classements des charts en 1974 avec Can You Talk? (R&B américain # 49).
Il est mort d'une crise cardiaque à Rosarito Beach (Basse-Californie en 1997.